# Низкая околоземная орбита
Низкая околоземная орбита (НОО, англ. Low Earth Orbit (LEO)) — космическая орбита вокруг Земли, имеющая высоту над поверхностью планеты в диапазоне от 160 км (период обращения около 88 минут) до 2000 км (период около 127 минут). Объекты, находящиеся на высотах менее 160 км, испытывают очень сильное влияние атмосферы и нестабильны.
За исключением пилотируемых полётов к Луне (программа Аполлон, США), все космические полеты человека проходили либо в области НОО, либо являлись суборбитальными. Наибольшую высоту среди пилотируемых полётов в области НОО имел аппарат Gemini 11, с апогеем в 1374 км. На настоящий момент все обитаемые космические станции и большая часть искусственных спутников Земли используют или использовали НОО.
Также на НОО сосредоточена большая часть космического мусора.

## Характеристики орбит
Объекты на НОО испытывают влияние разреженных слоёв атмосферы: термосферы (80—500 км) и экзосферы (500 км и выше), в зависимости от высот орбит. Данные орбиты находятся в промежутке между плотными слоями атмосферы и радиационными поясами.
Высоты менее 300 км для спутников обычно не применяются, поскольку время существования на столь низких орбитах невелико.
Орбитальная скорость объекта, необходимая для его нахождения на стабильной НОО составляет приблизительно 7,8 км/с, но уменьшается с увеличением высоты. Для высоты орбиты 200 км это 7,79 км/с (28000 км/ч), а для 1500 км — 7,12 км/с (25 600 км/ч). Для достижения НОО с поверхности планеты требуется характеристическая скорость от 9,4 км/с. Помимо необходимой первой космической скорости 7,9 км/с, требуются дополнительные 1,5—2 км/с из-за аэродинамических и гравитационных потерь.
В 2017 году в нормативных документах стали отмечаться «очень низкие околоземные орбиты», расположенные ниже 450 км.

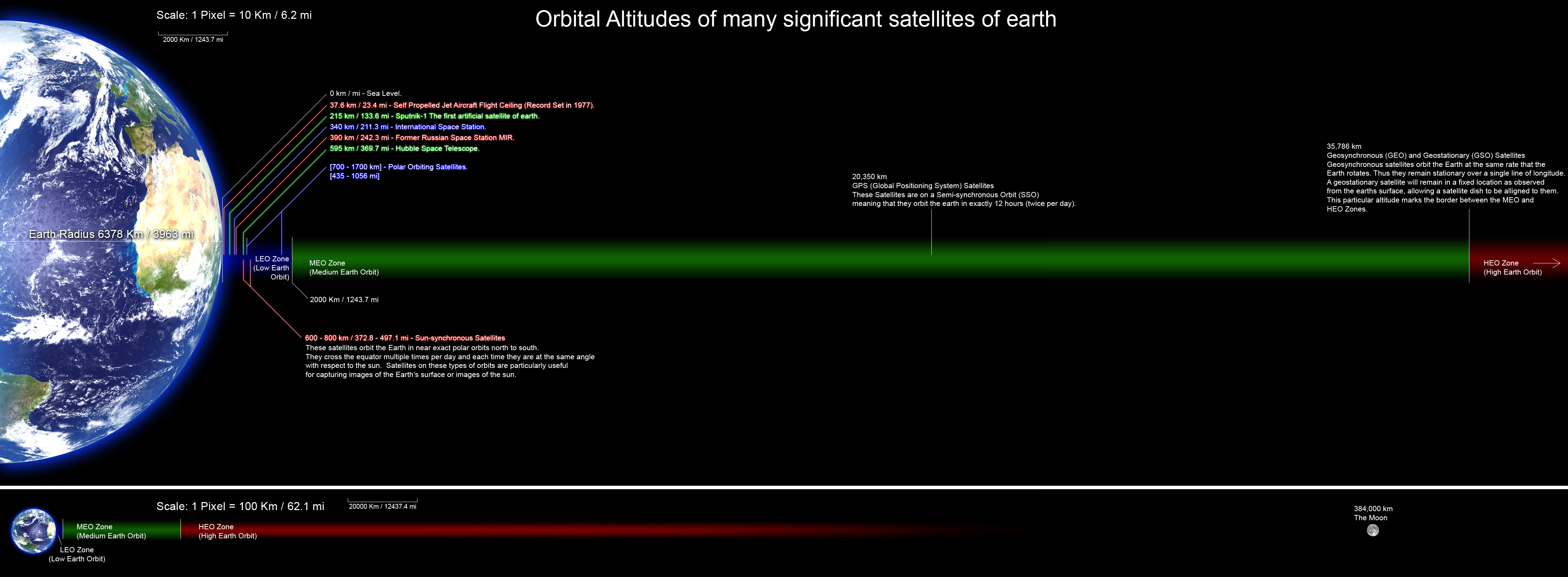
На изображении в масштабе показана Земля и околоземные орбиты. Область НОО отмечена синим

### Примеры
- Многие спутники дистанционного зондирования земли и разведывательные аппараты используют НОО, поскольку на этих орбитах они находятся ближе к поверхности. Для аппаратов, работающих в оптическом диапазоне, либо требующих стабильного электроснабжения для своих солнечных батарей, часто используются солнечно-синхронные орбиты с высотой около 800 км и приполярным наклонением.
- Международная космическая станция (МКС) находится на НОО с высотой около 400 км над поверхностью Земли[6].
- НОО используются для телекоммуникационных спутников, так как здесь им требуются менее мощные усилители. Однако данные орбиты не являются геостационарными, и спутник находится в области прямой видимости лишь небольшого участка поверхности. Поэтому используются сети («созвездия») из множества спутников, например, в спутниковой телефонной системе Iridium (около 700 км) используется более 70 аппаратов.

## Срок существования спутника на НОО
Время нахождения спутника на НОО зависит от многих факторов, особенно сильно зависит от влияния Луны и высоты над плотными слоями атмосферы. Например, орбита ИСЗ «Эксплорер-6» (США) менялась каждые 3 месяца от 250 до 160 км, что привело к уменьшению срока службы спутника с запланированных 20 лет до 2, также первый спутник Земли просуществовал 3 месяца (перигей 215 км, апогей 939 км). Другие факторы, влияющие на срок службы: высота плотных слоев атмосферы может меняться в зависимости от времени суток и от орбиты спутника, например, в полдень разогретые слои атмосферы на высоте в 300 км имеют плотность в 2 раза больше чем в полночь, а прохождение спутника над экватором Земли также снижает высоту перигея спутника. Возросшая солнечная активность может привести к резкому увеличению плотности верхней атмосферы — в результате спутник тормозится сильнее, а высота его орбиты уменьшается быстрее.
Существенную роль играет и форма спутника, а именно площадь его миделя (поперечного сечения); для спутников, специально предназначенных к работе на низких орбитах, зачастую выбирают стреловидную, аэродинамически обтекаемую форму корпуса.

## Космический мусор
Среда НОО сильно загрязнена космическим мусором — останками отслуживших спутников и частей ракет-носителей — из-за высокой популярности запусков на эти высоты, а также фрагментами, образующимися при взрывах спутников и их столкновениях. При соударении объектов размером более нескольких сантиметров, движущихся с орбитальными скоростями под углом друг к другу, происходит их значительное разрушение.
Начиная с 2000-х — 2010-х годов спутников и космического мусора, согласно отдельным моделям, на НОО стало достаточно, чтобы столкновение между различными объектами порождало множество осколков, ещё больше засоряя эту область (принцип домино, или цепная реакция). Подобный эффект роста количества мусора называется синдромом Кесслера, и он потенциально может привести в будущем к полной невозможности использования космического пространства при запусках с Земли.
Несколько организаций США и России отслеживают орбиты более 15 тысяч объектов на НОО. При этом обычно надёжно отслеживаются лишь космические аппараты и фрагменты мусора крупнее 10 см. Однако можно построить недорогую систему для отслеживания объектов на низкой околоземной орбите, которая может обнаруживать и отслеживать космический мусор размером более 2 м. Объекты с размерами от 1 до 10 см практически не отслеживаются, однако представляют опасность для космических аппаратов. Для защиты спутников от негативных последствий столкновения с меньшими объектами используются различные варианты «Щита Уиппла».